# 西内洋行
西内 洋行（にしうち ひろゆき、1975年10月13日 - ）は、福島県南相馬市出身の西京味噌所属のトライアスロン選手。東北福祉大学出身。2004年まではトライアスロンチーム・チームテイケイに所属していたが活動拠点を地元に移すため退社した。 日本トライアスロン連合強化指定C選手。妻はアテネオリンピックトライアスロン補欠の西内真紀（旧姓・下村）。中学校と高校（福島県立原町高等学校）の同級生が東進ハイスクール英語科講師の大岩秀樹である。

## 主な成績

### 2000年
- シドニーオリンピック 46位
- インターナショナルイベント村上大会　優勝
- 2000年度日本ランキング1位

### 2001年
- アジア選手権マレーシア大会　優勝
- ロングディスタンス日本選手権佐渡大会　2位
- 2001年度日本ランキング2位
- 2001年度世界ランキング43位(日本人1位)

### 2002年
- アジア選手権中国大会　優勝
- インターナショナルイベント和歌山大会　優勝
- 宮古島大会（ロング）10位
- ロングディスタンス世界選手権大会　38位
- 2002年度日本ランキング1位
- 2002年度世界ランキング41位(日本人1位)

### 2003年
- インターナショナルイベント和歌山大会　2位
- 日本トライアスロン選手権大会　優勝
- アジア選手権インド大会　5位
- 世界トライアスロン選手権ニュージーランド大会　28位
- 2003年度日本ランキング　1位
- 2003年度世界ランキング　49位(日本人1位)

### 2004年
- アテネオリンピック 32位
- ワールドカップ石垣島大会　6位
- アジア選手権フィリピン大会　6位
- 世界トライアスロン選手権ポルトガル大会　40位
- 日本トライアスロン選手権大会　3位
- 2004年度日本ランキング　3位
- 2004年度世界ランキング　45位 (日本人1位)

### 2005年
- ワールドカップハンガリー大会 16位
- ITU世界トライアスロン選手権蒲郡大会 36位
- アイアンマンジャパン 4位
- ハワイアイアンマン世界大会出場
- 2005年度日本ランキング 3位
- 2005年度世界ランキング 59位

### 2006年
- ワールドカップ石垣島大会  17位
- ジャパンカップおしん大会  優勝
- ジャパンカップ小名浜大会  優勝
- うつくしまトライアスロン in あいづ大会  優勝
- アジア選手権大会  5位
- 日本トライアスロン選手権大会  5位

### 2007年
- 全日本宮古島大会  3位
- ジャパンカップ天草大会 2位
- アイアンマンジャパン 3位
- アジア選手権大会 8位
- 世界トライアスロン選手権大会　 66位
- ハワイアイアンマン世界大会 42位
- 日本トライアスロン選手権大会 9位

## テレビ出演
- トライアスリート西内洋行のからうご（福島テレビ、2009年2月-）